# Propelops canadensis
Propelops canadensis är en kvalsterart som först beskrevs av Hammer 1952.  Propelops canadensis ingår i släktet Propelops och familjen Phenopelopidae. Inga underarter finns listade i Catalogue of Life.